# Evan Elken
Evan Elken (* 19. Februar 1977) ist ein US-amerikanischer Radrennfahrer.
Evan Elken begann seine Karriere 2004 bei dem US-amerikanischen Radsportteam Jittery Joe’s. In seinem ersten Jahr dort gewann er eine Etappe beim Mount Hood Classic und wurde Zweiter der Gesamtwertung. Außerdem war er auf dem ersten Teilstück des Cascade Classic erfolgreich. In der Saison 2008 gewann Elken die vierte Etappe der Tour de Beauce nach Saint Georges.

## Erfolge
2008
- eine Etappe Tour de Beauce

## Teams
- 2004 Jittery Joe’s (ab 26.08.)
- 2005 Jittery Joe’s-Kalahari
- 2006 Jittery Joe’s-Zero Gravity
- 2007 Jittery Joe’s
- 2008 Jittery Joe’s
- 2009 Land Rover-Orbea